# Homme-sandwich

Jeune homme-horloge.

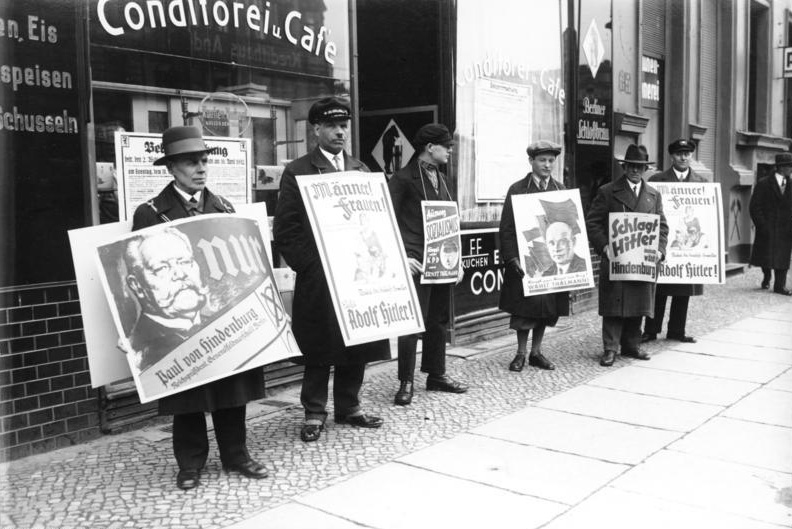
La politique utilisait aussi les hommes-sandwich, ici en Allemagne en 1932.

Un homme-sandwich est une personne dont l'activité consiste à circuler à pied dans les rues en portant deux placards de publicité, un devant et l'autre sur le dos, reliés par des sangles sur les épaules.

## Historique
L'homme-sandwich fait son apparition à Londres, vers 1820, pour éviter de devoir payer une taxe sur les enseignes et les affiches fixes. Il porte sur la poitrine et sur le dos deux panonceaux reliés par des bretelles ou brandit un panneau portant l’affiche et monté sur un bâton.
L'expression d’homme-sandwich fait allusion à l'image de l'homme pris en « sandwich » entre ses deux panneaux, comme l’est la garniture du sandwich enserrée entre les deux morceaux de pain. Dans le monde anglophone, on utilise l'expression sandwich man en Grande-Bretagne ; dans d'autres pays, sont plutôt préférées les expressions human billboard (panneau d'affichage humain) ou human directional ainsi que d'autres expressions équivalentes.
Être porteur de pancarte reste un petit métier qu'on rencontre encore, au début du XXIe siècle à Londres ou à Dublin.
En 2007, on voit apparaitre un nouveau type d'homme-sandwich adapté à l'âge des communications électroniques : l'homme-bluetooth.
En 2008, les autorités publiques de Madrid interdisent la circulation des hommes-sandwich dans la ville car cette pratique leur parait porter atteinte « à la dignité de la personne » (décision finalement annulée en janvier 2009 à la suite des réclamations de journalistes notamment[réf. nécessaire]).